# Larry Niven

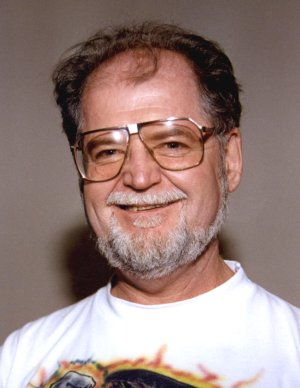
Larry Niven

Laurence (Larry) van Cott Niven (Los Angeles, Californië, 30 april 1938) is een Amerikaanse sciencefiction- en fantasyschrijver. Zijn bekendste werk is Ringwereld (1970), waarmee hij de Hugo, Nebula en Locus Awards won.
Niven studeerde tot 1962 wiskunde aan Washburn University in Kansas. Sinds die tijd woont hij in Los Angeles.
Hij debuteerde als schrijver in 1964 met het verhaal The Coldest Place en schreef nadien vele sciencefiction-romans en korte verhalen. Met Neutron Star (1967), Inconstant Moon (1972) en The Hole Man (1975) won hij de Hugo Award voor het beste korte verhaal en met The Borderland of Sol in 1976 de Hugo Award voor beste korte novelle. The Integral Trees leverde Niven zijn tweede Locus Award voor beste sf-roman op.
Niven heeft ook scenario's geschreven voor verschillende sf-televisieseries, zoals Star Trek, Land of the Lost en The Outer Limits.
Veel van zijn verhalen spelen zich af in het fictieve Bekende Ruimte (Known Space)-universum, waarin de mensheid de zonnestelsels in een straal van ongeveer 60 lichtjaar rondom onze zon deelt met een tiental buitenaardse soorten. Ook de Ringwereld-trilogie speelt zich af in dit universum.
Niven schreef ook een serie fantasyboeken die zich afspelen in de Warlock's Era. In het ruilkaartspel Magic: The Gathering komt een kaart voor met de naam Nevinyrral's Disk, waarin de naam Larry Niven achterwaarts gespeld is. De kaart vernietigt alles om zich heen, net zoals de Warlock's Disc uit Nivens serie alle magie om zich heen wegzuigt. Dit is niet het enige voorbeeld van het gebruik van zijn naam in ander werk. In de roman The Forge of God van Greg Bear komt ene "Lawrence Van Cott" voor. Een deel van het computerspel Wing Commander II speelt zich af in de "Niven Sector". Niven numbers daarentegen zijn vernoemd naar Ivan M. Niven.
Zijn recentere werken zijn voor het merendeel geschreven in samenwerking met Jerry Pournelle, Steven Barnes en/of Edward M. Lerner.

## Belangrijkste prijzen
Hugo Award
- 1967: short story - "Neutron Star"
- 1971: novel - Ringworld
- 1972: short story - "Inconstant Moon"
- 1975: short story - "The Hole Man"
- 1976: novelette - "The Borderland of Sol"

Nebula Award
- 1971: novel - Ringworld

Nebula Grand Master Award
- 2014

Locus Award
- 1971: SF novel - Ringworld
- 1980: single author collection - Convergent Series
- 1985: SF novel - The Integral Trees
- 2001: short story - "The Missing Mass"

## Bibliografie

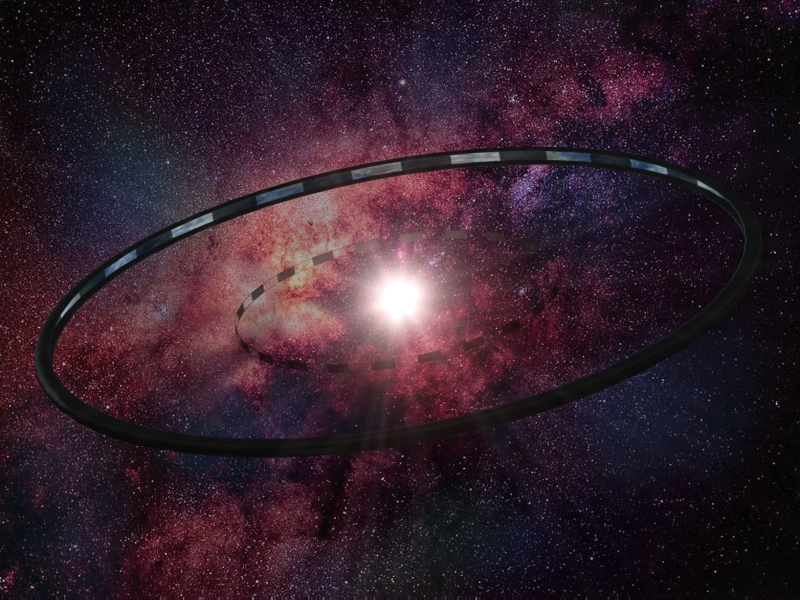
Ringworld